# Sa'a (Sprache)
Sa'a (auch Süd-Malaita oder Apae'aa genannt) ist eine austronesische Sprache, die zur Untergruppe der ozeanischen Sprachen gehört. Sie wird auf Maramasike, einer Insel der Salomonen, gesprochen.
Das Sa'a hat die Grundwortfolge Subjekt-Verb-Objekt.